# Доманово (посёлок, Могилёвская область)
Домано́во (бел. Дамано́ва) — посёлок в составе Вишневского сельсовета Бобруйского района Могилёвской области Республики Беларусь.

## Население
- 1999 год — 17 человек
- 2010 год — 10 человек